# João Fajardo
João Paulo Silva Freitas Fajardo, meglio noto come João Fajardo (Lisbona, 27 ottobre 1978), è un ex calciatore portoghese, di ruolo centrocampista.

## Carriera

### Club
Ha giocato nella massima serie dei campionati portoghese e greco.